# جاستین هان
جاستین هان (انگلیسی: Justin Han؛ زادهٔ ۹ اوت ۱۹۹۱) یک بازیکن تنیس روی میز اهل استرالیا است.